# Charassobatidae
Charassobatidae zijn  een familie van mijten. Bij de familie is één geslacht met zeven soorten ingedeeld.